# Hạt hạ nguyên tử

Nguyên tử heli chứa 2 proton (đỏ), 2 neutron (lục) và 2 electron (vàng).

Trong khoa học vật lý, các hạt hạ nguyên tử (tiếng Anh: subatomic particle) là các hạt nhỏ hơn nhiều lần so với các nguyên tử, là 1 khái niệm để chỉ các hạt cấu thành nên nguyên tử, cùng các hạt được giải phóng trong các phản ứng hạt nhân hay phản ứng phân rã. Ví dụ: electron, proton, neutron là những hạt hạ nguyên tử thường được nhắc đến. Có 2 loại hạt hạ nguyên tử: hạt sơ cấp, không được cấu tạo từ những hạt khác, và hạt tổ hợp. Vật lý hạt và vật lý hạt nhân nghiên cứu những hạt này và cách chúng tương tác với nhau. Ý tưởng tính chất của hạt được nghiên cứu qua các thí nghiệm cho thấy ánh sáng vừa có tính chất hoạt động giống như 1 dòng hạt (gọi là photon) vừa có các đặc tính của sóng. Điều này dẫn đến khái niệm mới về tính chất 2 mặt sóng-hạt để phản ánh rằng "các hạt" quy mô lượng tử hoạt động giống như cả các hạt và sóng (điều này đôi khi chúng được mô tả là các hạt phản xạ). 1 khái niệm mới khác, nguyên lý bất định, nói rằng các trạng thái của chúng đều xả ra đồng thời, chẳng hạn như vị trí và động lượng đồng thời xảy ra cùng một lúc, và không thể đo được chính xác. Trong thời gian gần đây, tính 2 mặt sóng-hạt đã được chứng minh là không chỉ áp dụng cho các photon mà còn cho các hạt lượng tử khác. Sự tương tác của các hạt trong khuôn khổ của lý thuyết trường lượng tử được hiểu là sự sáng tạo và hủy diệt lượng tử của các tương tác cơ bản tương ứng. Điều này pha trộn vật lý hạt với lý thuyết từ trường.

## Phân loại

### Theo thống kê

Phân loại mô hình chuẩn của các hạt

Bất kỳ hạt hạ nguyên tử nào, giống như bất kỳ hạt nào trong không gian 3 chiều tuân theo luật của cơ học lượng tử, có thể là boson (với spin là số nguyên) hoặc fermion (với spin là nửa số nguyên lẻ).

### Theo thành phần
Các hạt cơ bản của Mô hình Chuẩn bao gồm:
- 6 loại hạt quark: up, down, bottom, top, strange, and charm;
- 6 loại hạt lepton: electron, electron neutrino, muon, muon neutrino, tau, tau neutrino;
- 12 hạt boson gauge (lực mang): photon điện từ, 3 boson W, boson Z của lực tương tác yếu, và 8 gluon của lực tương tác mạnh.
- Hạt Higgs.

Các phần mở rộng khác nhau của Mô hình Chuẩn dự đoán sự tồn tại của 1 hạt graviton cơ bản và nhiều hạt cơ bản khác.
Các hạt hạ nguyên tử tổng hợp (như proton hoặc hạt nhân nguyên tử) là trạng thái liên kết của hai hay nhiều hạt cơ bản. Ví dụ, 1 proton được tạo thành từ 2 hạt up quark và 1 hạt down quark, trong khi hạt nhân nguyên tử của heli-4 bao gồm 2 proton và 2 neutron. Neutron được tạo thành từ 2 hạt down quark và 1 hạt up quark. Các hạt tổng hợp bao gồm tất cả các hadron: chúng bao gồm baryon (như proton và neutron) và meson (như pion và kaon).

### Theo khối lượng
Trong thuyết tương đối hẹp, năng lượng của 1 hạt ở phần còn lại bằng khối lượng của nó nhân bình phương tốc độ ánh sáng, E = mc2. Đó là, khối lượng có thể được thể hiện dưới dạng năng lượng và ngược lại. Nếu 1 hạt có 1 hệ quy chiếu nằm ở phần còn lại, thì nó có khối lượng nghỉ tích cực và được gọi là khối lượng lớn.
Tất cả các hạt composite đều lớn. Baryon (có nghĩa là "nặng") có xu hướng có khối lượng lớn hơn meson (có nghĩa là "trung gian"), có xu hướng nặng hơn lepton (có nghĩa là "nhẹ"), nhưng lepton nặng nhất (hạt tau) nặng hơn 2 hương vị nhẹ nhất của baryon (nucleon). Nó cũng chắc chắn rằng bất kỳ hạt nào có điện tích đều lớn.
Tất cả các hạt không khối lượng (các hạt có khối lượng bất biến là số 0) là hạt cơ bản. Chúng bao gồm photon và gluon, mặc dù chúng không thể bị cô lập.

## Các tính chất khác
Thông qua công trình nghiên cứu của Albert Einstein, Satyendra Nath Bose, Louis de Broglie, và nhiều nhà khoa học khác, lý thuyết khoa học hiện tại cho rằng tất cả các hạt đều có bản chất sóng. Điều này đã được xác minh không chỉ cho các hạt cơ bản mà còn cho các hạt hợp chất như nguyên tử và thậm chí cả các phân tử. Trên thực tế, theo các công thức truyền thống của cơ học lượng tử phi tương đối tính, tính nhị nguyên sóng-hạt áp dụng cho tất cả các đối tượng, thậm chí là các đối tượng vĩ mô; mặc dù các đặc tính sóng của các đối tượng vĩ mô không thể được phát hiện do các bước sóng nhỏ của chúng.
Sự tương tác giữa các hạt đã được xem xét kỹ lưỡng trong nhiều thế kỷ, và một vài luật đơn giản nhấn mạnh cách các hạt hoạt động trong va chạm và tương tác. Cơ bản nhất trong số này là các định luật bảo toàn năng lượng và bảo toàn động lượng, cho phép chúng ta tính toán các tương tác hạt trên thang độ lớn từ các ngôi sao đến các quark. Đây là những điều cơ bản tiên quyết của cơ học Newton, một loạt các phát biểu và phương trình trong cuốn Các nguyên lý toán học của triết học tự nhiên, được xuất bản lần đầu năm 1687.

## Lịch sử
Thuật ngữ "hạt hạ nguyên tử" phần lớn là từ viết tắt của những năm 1960, được sử dụng để phân biệt một số lượng lớn các baryon và meson (trong đó bao gồm các hadron) từ các hạt mà giờ đây được cho là hạt cơ bản thực sự. Trước đó, các hadron đã từng được phân loại là "hạt cơ bản" bởi vì thành phần của chúng chưa được biết đến.
Danh sách các khám phá quan trọng sau:
| Hạt             | Thành phần                   | Định nghĩa                                               | Năm phát hiện                                                  | Ghi chú                                                                                              |
| --------------- | ---------------------------- | -------------------------------------------------------- | -------------------------------------------------------------- | --- |
| Electron e−     | Hạt cơ bản (lepton)          | G. Johnstone Stoney (1874)                               | Joseph John Thomson (1897)                                     | Đơn vị điện tích tối thiểu, mà Stoney đề xuất tên năm 1891.                                          |
| Hạt alpha α     | Hỗn hợp (Hạt nhân nguyên tử) | Không có                                                 | Ernest Rutherford (1899)                                       | Được Rutherford và Thomas Royds chứng minh năm 1907 là hạt nhân heli.                                |
| Photon γ        | Hạt cơ bản (Lượng tử)        | Max Planck (1900)                                        | Albert Einstein (1905) hoặc Ernest Rutherfod (1899) như γ rays | Cần thiết để giải quyết vấn đề bức xạ cơ thể đen ở nhiệt động lực học.                               |
| Proton p        | Hỗn hợp (baryon)             | Rất lâu về trước                                         | Ernest Rutherford (1919, đặt tên năm 1920)                     | Hạt nhân của Hydro.                                                                                  |
| Neutron n       | Hỗn hợp (baryon)             | Ernest Rutherford (k.1918)                               | James Chadwick (1932)                                          | Nhân thứ hai.                                                                                        |
| Phản hạt        |                              | Paul Dirac (1928)                                        | Carl David Anderson (Hạt hạ nguyên tử, 1932)                   | giải thích với CPT đối xứng.                                                                         |
| Pion π          | Hỗn hợp (meson)              | Yukawa Hideki (1935)                                     | César Lattes, Giuseppe Occhialini (1947) và Cecil Frank Powell | Giải thích lực hạt nhân giữa các hạt nhân. Meson đầu tiên (theo định nghĩa hiện đại) được phát hiện. |
| Kaon K          | Hỗn hợp (meson)              | Không có                                                 | 1947                                                           | Được phát hiện trong các tia vũ trụ. Hạt kỳ lạ đầu tiên.                                             |
| Muon μ−         | elementary (lepton)          | Không có                                                 | Carl David Anderson (1936)                                     | Meson được đặt tên đầu tiên; ngày nay được coi là 1 lepton.                                          |
| Hạt Lambda Λ    | Hỗn hợp (baryon)             | Không có                                                 | Đại học Melbourne (Hạt hạ nguyên tử, 1950)                     | Các hyperon đầu tiên được phát hiện.                                                                 |
| Neutrino v      | Hạt cơ bản (lepton)          | Wolfgang Ernst Pauli (1930), đặt tên bởi Enrico Fermi    | Clyde Cowan, Frederick Reines (Hạt hạ nguyên tử, 1956)         | Giải quyết vấn đề phổ năng lượng của phân rã beta.                                                   |
| Quark (u, d, s) | Hạt cơ bản                   | Murray Gell-Mann, George Zweig (1964)                    | Không có sự kiện xác nhận cụ thể nào cho mô hình quark.        | Không có sự kiện xác nhận cụ thể nào cho mô hình quark.                                              |
| Quark duyên c   | Hạt cơ bản (quark)           | 1970                                                     | 1974                                                           | |
| Quark đáy b     | Hạt cơ bản (quark)           | 1973                                                     | 1977                                                           | |
| Quark đỉnh t    | Hạt cơ bản (quark)           | 1973                                                     | 1995                                                           | Không vô hiệu hóa, nhưng cần thiết để hoàn thành Mô hình Chuẩn.                                      |
| Tứ quark        | Hỗn hợp                      | ?                                                        | Zc(3900), 2013, được xác nhận là 1 tetraquark                  | 1 lớp hadron mới.                                                                                    |
| Boson yếu       | Hạt cơ bản (lượng tử)        | Sheldon Lee Glashow, Steven Weinberg, Abdus Salam (1968) | Tổ chức Nghiên cứu Hạt nhân châu Âu CERN (1983)                | được xác minh qua những năm 1990.                                                                    |
| Hạt Higgs       | Hạt cơ bản (lượng tử)        | Peter Higgs (1964)                                       | Tổ chức Nghiên cứu Hạt nhân châu Âu CERN (2012)                | Ý tưởng được xác nhận vào năm 2013. Thêm bằng chứng được tìm thấy trong năm 2014.                    |
| Graviton        | Hạt cơ bản (lượng tử)        | Albert Einstein (1916)                                   | Không được khám phá                                            | Việc giải thích 1 sóng hấp dẫn như một hạt vẫn còn đang gây tranh cãi giữa các nhà khoa học.         |
| Đơn cực từ      | Hạt cơ bản (chưa phân loại)  | Paul Dirac (1931)                                        | Không được khám phá                                            | |